# Megophtalmidia decora
Megophtalmidia decora är en tvåvingeart som först beskrevs av Santos Abreu 1920.  Megophtalmidia decora ingår i släktet Megophtalmidia och familjen svampmyggor.
Artens utbredningsområde är Kanarieöarna. Inga underarter finns listade i Catalogue of Life.